# Eruca Sativa
Eruca Sativa es una banda de rock alternativo originaria de Córdoba, Argentina, formada en el año 2007. Está integrada por Luisina «Lula» Bertoldi (guitarra y voz), Brenda Martin (bajo y voz) y Gabriel Pedernera (batería y voz).

## Historia

### Comienzos
Los tres integrantes habían tenido proyectos anteriores y se conocían desde hacía tiempo en el underground cordobés. Alrededor de agosto de 2007 deciden finalmente darle forma al proyecto bajo el nombre de Oruga [cita requerida] que reflejaba la idea de cambio o transformación constante de la banda.
Sin embargo, este nombre no convenció a los músicos y decidieron cambiarlo por Eruca Sativa que es el nombre en latín de oruga y Sativa significa salvaje El 5 de diciembre hacen su primera presentación en vivo en El Galpón.
Según lo definen sus integrantes 

"Es un trío en el cual el todo es más que la suma de sus partes".
Eruca Sativa

A comienzos de 2008, grabaron su primer EP en un estudio de la ciudad de Córdoba. El mismo cuenta con cuatro canciones  que posteriormente fueron incluidas en su álbum debut: «Frío cemento», «Lo que no ves no es», «Foco» y una versión del clásico de The Beatles, «Eleanor Rigby». Este EP fue seleccionado por el programa radial El show de la noticia de Roberto Pettinato (radio La 100 de Buenos Aires) entre material de bandas de todo el país.

### La carne

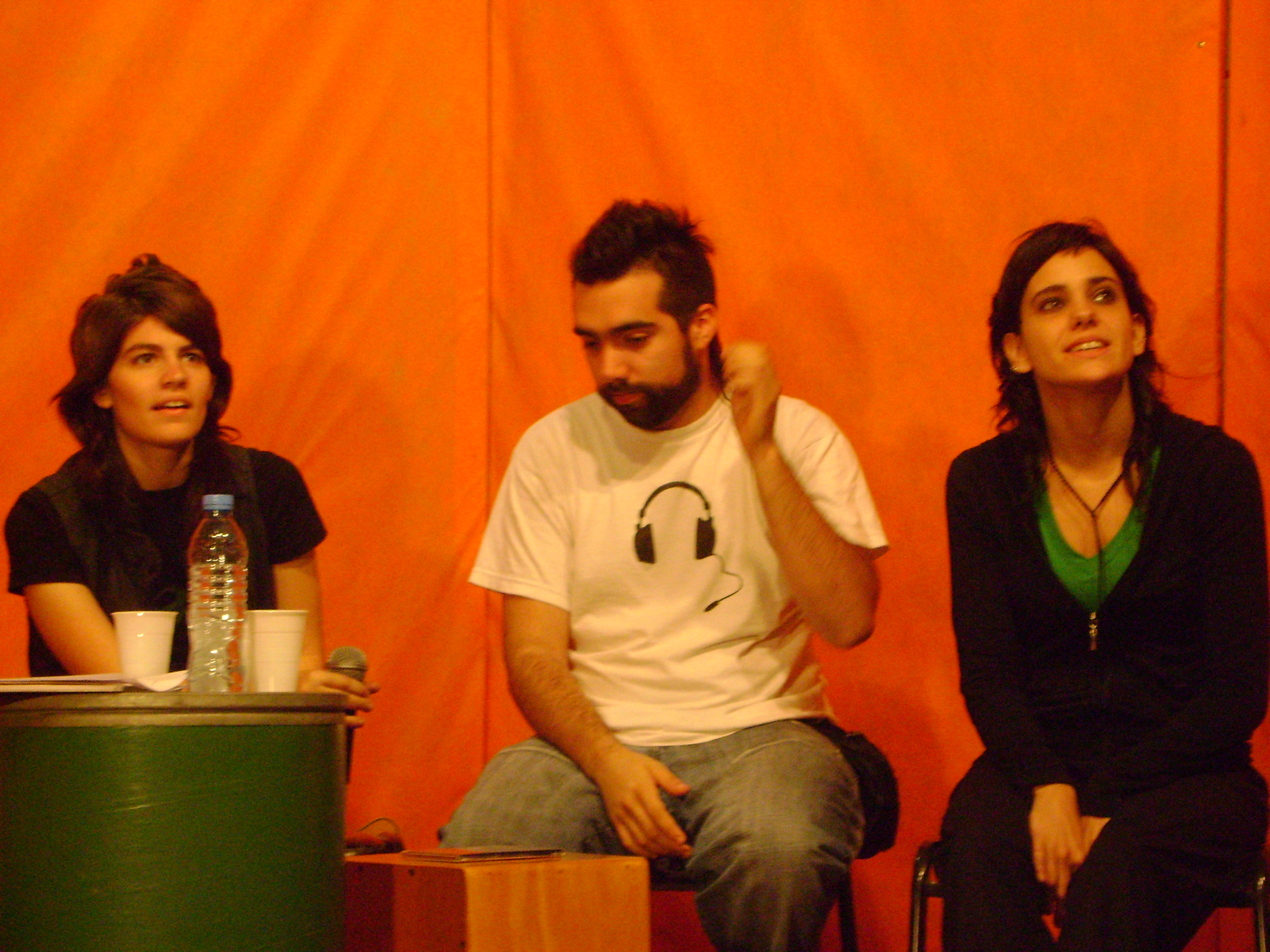
Eruca Sativa durante una entrevista, (2008).

A mediados de ese mismo año lanzan su primer disco, La carne, que fue producido por la banda y contiene doce temas. Fue grabado, mezclado y masterizado en los estudios MCL Records que se encuentran en Villa Ortúzar, Buenos Aires. Los temas que la banda eligió como cortes de difusión fueron «Marca tus marcas»  y «Para nadie».
En noviembre de 2008, la municipalidad de Córdoba entregó tres reconocimientos a la banda: Mejor Banda de Rock, Banda Revelación de Rock y Mejor Producción Discográfica de Rock del año.
Durante 2008 y 2009, la banda recorrió el país presentando su primer disco. La gira incluyó presentaciones en Córdoba, Santa Fe, Entre Ríos, San Juan, Capital Federal y el conurbano bonaerense. También participaron de la edición 2009 del Cosquín Rock, compartiendo escenario con bandas como Deep Purple, Almafuerte y Los Cafres, entre otras.
La creciente convocatoria de la banda se pudo observar en las fechas que realizaron en Casa Babylon (Córdoba), The Cavern Club (Buenos Aires) y Willie Dixon (Rosario), con salas llenas en todos los casos. Según la banda la popularidad que lograron en tan poco tiempo se debe a la autodifusión que realizan a través de internet.

Siempre estuvimos muy atentos a la movida de Internet. Lula se encarga a full de Myspace, estamos siempre en contacto con la gente, tenemos un tema nuevo y lo subimos y en la web vamos anticipando también cada fecha.
Brenda Martin

En enero de 2010, su disco La carne, tuvo que ser reeditado debido a que se agotó la primera edición de 1000 copias. Hasta la fecha lleva vendidas 2000 copias.

### Es
El 3 de enero de 2010, comenzó la grabación del segundo trabajo discográfico de estudio de la banda, que se prolongó durante dos meses. Para esta nueva etapa, la bajista Brenda Martin se muda a Buenos Aires, donde ya se encontraban desde 2008 Lula Bertoldi y Gabriel Pedernera. El disco, que lleva el nombre Es, salió a la venta el 20 de agosto de 2010. Cuenta con catorce temas que fueron grabados en MCL Records, al igual que el disco antecesor, siendo «La carne», el primer corte de difusión. En el disco participan Titi Rivarola y David Lebón como invitados especiales.
La presentación oficial del disco fue en el pub Willie Dixon de la ciudad de Rosario. La gira de presentación del disco incluye a Córdoba, San Juan, Mendoza, Buenos Aires y La Plata.
A fines de 2010, fueron elegidos mejor grupo nacional en la encuesta anual que organiza el Suplemento Sí del diario Clarín. También fueron los ganadores de Bombardeo del Demo en radio Rock & Pop y del Mundial de Bandas del programa televisivo Banda Soporte que se transmite por el canal Quiero música en mi idioma.

### Blanco
Durante el año 2011, la banda comenzó a componer temas para su tercer disco que comenzó a grabarse en julio de 2012, nuevamente en los estudios de MCL Records. En septiembre lanzaron el primer corte de difusión del disco «Fuera o más allá».
El 1 de noviembre de ese mismo año, salió a la venta el disco con el nombre de Blanco. La presentación oficial del mismo fue el 3 de noviembre en el Teatro Vorterix. El álbum cuenta con quince canciones y la participación especial de Fito Páez en una de ellas. Según la revista Rolling Stone, el sonido del álbum está influenciado por Black Sabbath, Led Zeppelin y Them Crooked Vultures.

### Huellas digitales

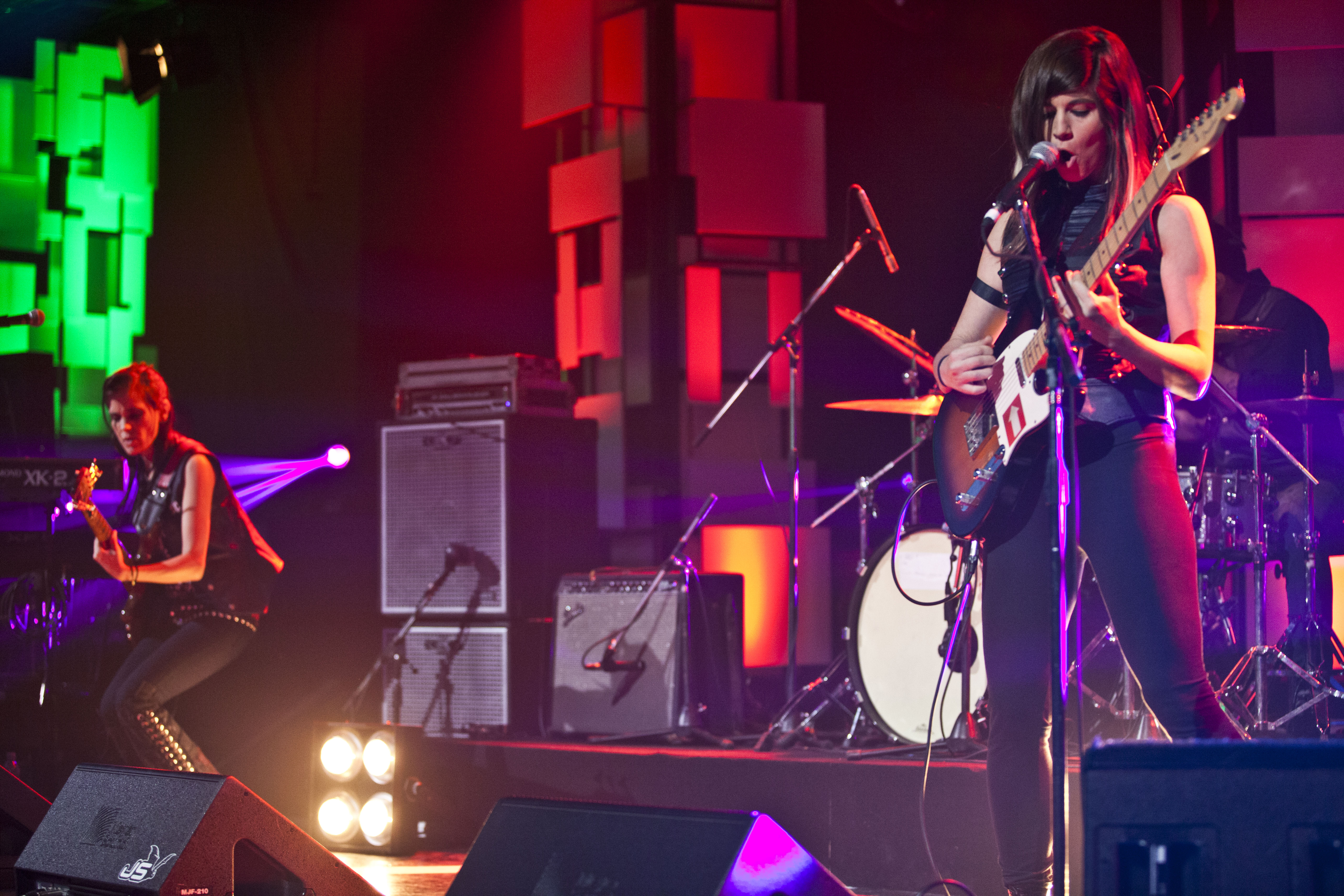
Eruca Sativa durante un concierto homenaje a Gustavo Cerati llamado "Siempre es hoy" en septiembre de 2014, en la señal de televisión TV Pública. Aquí el trío, interpreta la canción «Corazón delator» de Cerati.

Los días 1 y 2 de agosto de 2014, la agrupación se presentó en el Teatro Opera brindando un show electroacústico. En el show se incorporaron una sección de cuerdas, de vientos, percusión y teclado; además, el grupo se encargó de reversionar cada una de las canciones que se tocaron (pertenecientes a sus tres anteriores discos: La Carne, ES y Blanco), agregando una inédita de "Blanco". "Para que sigamos siendo", "Mi apuesta" y "El balcón" fueron las canciones elegidas para difundir la salida del nuevo álbum del grupo titulado Huellas digitales, sacado a la venta en formato CD+DVD el día 21 de octubre de ese año. El espectáculo se presenta en una gira que comprende distintos puntos del país y el exterior.
Durante 2015, más precisamente el 18 de enero, fueron teloneros de Foo Fighters en La Plata. En febrero participaron de los festivales Cosquín Rock (en su edición n.º 15) y Rock en Baradero. Finalmente, culminaron sus presentaciones con un show en Teatro Vorterix para iniciar un alejamiento temporal de los escenarios, tiempo que utilizaron a modo de descanso (debido a la situación de embarazo de Brenda y Lula) y de preparación para próximo material discográfico. La agrupación retomó su actividad en vivo anunciando una fecha en el estadio Luna Park por primera vez para el mes de octubre. Además, se presentó un nuevo sencillo llamado «Nada salvaje» (del cual se produjo un videoclip) y se anunció que el cuarto álbum de estudio del grupo saldrá a la venta en noviembre de 2016.

### Barro y fauna
En los primeros días de noviembre de 2016, se lanzó Armas gemelas, primer sencillo de lo que es el cuarto álbum de estudio de la banda, titulado Barro y fauna. El disco fue grabado entre agosto y septiembre en Los Ángeles y lanzado el 25 de noviembre. El material discográfico cuenta con 14 canciones, con la producción artística de Adrián Sosa. Por otro lado, además de sus presentaciones por todo el país, están invitados a tocar en Cuba por primera vez en el marco del Festival Patria Grande días antes de la salida del nuevo CD. Además, serán partícipes de la primera edición mexicana del festival Cosquín Rock, volviendo a dicho país en febrero de 2017. El álbum será presentado en una gira que los llevará por todo el interior del país y por demás países como México, Chile, Colombia, España y Uruguay (estos últimos, países a los que la banda llegará por primera vez con su música), finalizando la primera parte de su gira con su segunda presentación en el Luna Park en junio del corriente año.

### Seremos primavera
La banda lanzó el 8 de diciembre de 2019 su quinto disco de estudio, titulado "Seremos Primavera". Contó con los sencillos Creo, Caparazón y Seis. "Creo" fue nominada al Latin Grammy 2020 en Mejor canción Rock. La pandemia por el COVID-19 frenó la gira y promoción del álbum, por lo que la banda optó por publicar versiones de las canciones grabadas por sus integrantes en sus casas de manera individual.

### Regreso a los escenarios y nuevo sencillo
En 2021, Eruca vuelve a subir a los escenarios en escenarios tras la pandemia de COVID-19. En septiembre de ese año, la banda publica el sencillo Día Mil (L.Bertoldi y B. Martin) que fue nominado a los Latin Grammys.

### Dopelgangay gira 15 años
La banda, a modo de conmemoración de sus 15 años, lanza el 8 de diciembre de 2022 el disco "Dopelganga", un disco de 8 temas los cuales son covers de canciones que influenciaron a la banda, de los que hay sencillos en "Afuera" (cover de Los Caifanes), "Corazón delator" (cover de Soda Stereo) y "Sola en los bares" (cover de Man Ray). También, a modo de celebración, realizaron una gira por sus 15 años que incluyó un show en el mítico estadio Obras y concierto en su tierra natal Córdoba

## Estilo
La banda define el estilo de su música como rock de fusión o alternativo, donde se mezclan diferentes elementos de rock, funk, blues y grunge. Entre sus influencias se encuentran System of a Down, Soda Stereo, Primus, Divididos, Guns N' Roses, Nirvana y Red Hot Chili Peppers.
A lo largo de sus discos la banda explora diferentes sonoridades, en general caracterizándose por el sonido de power trío en las composiciones grupales, músicas sobre las que escriben Lula y Brenda, además de aportar sus canciones personales donde también aparece una impronta folklórica. G. Pedernera compuso la música del tema Seis y Cauce del disco Seremos Primavera. 

## Integrantes

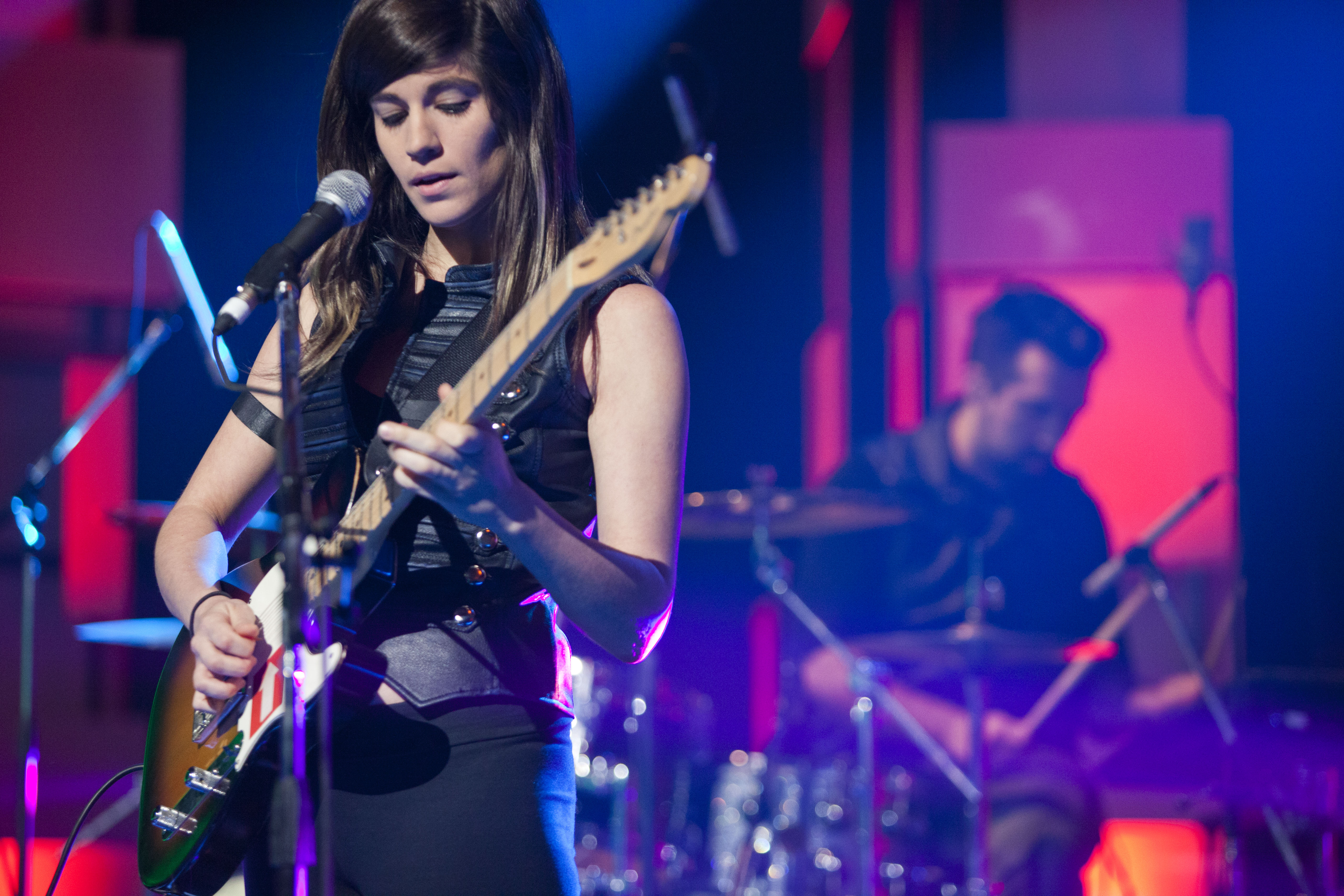
Lula Bertoldi Voz y guitarra
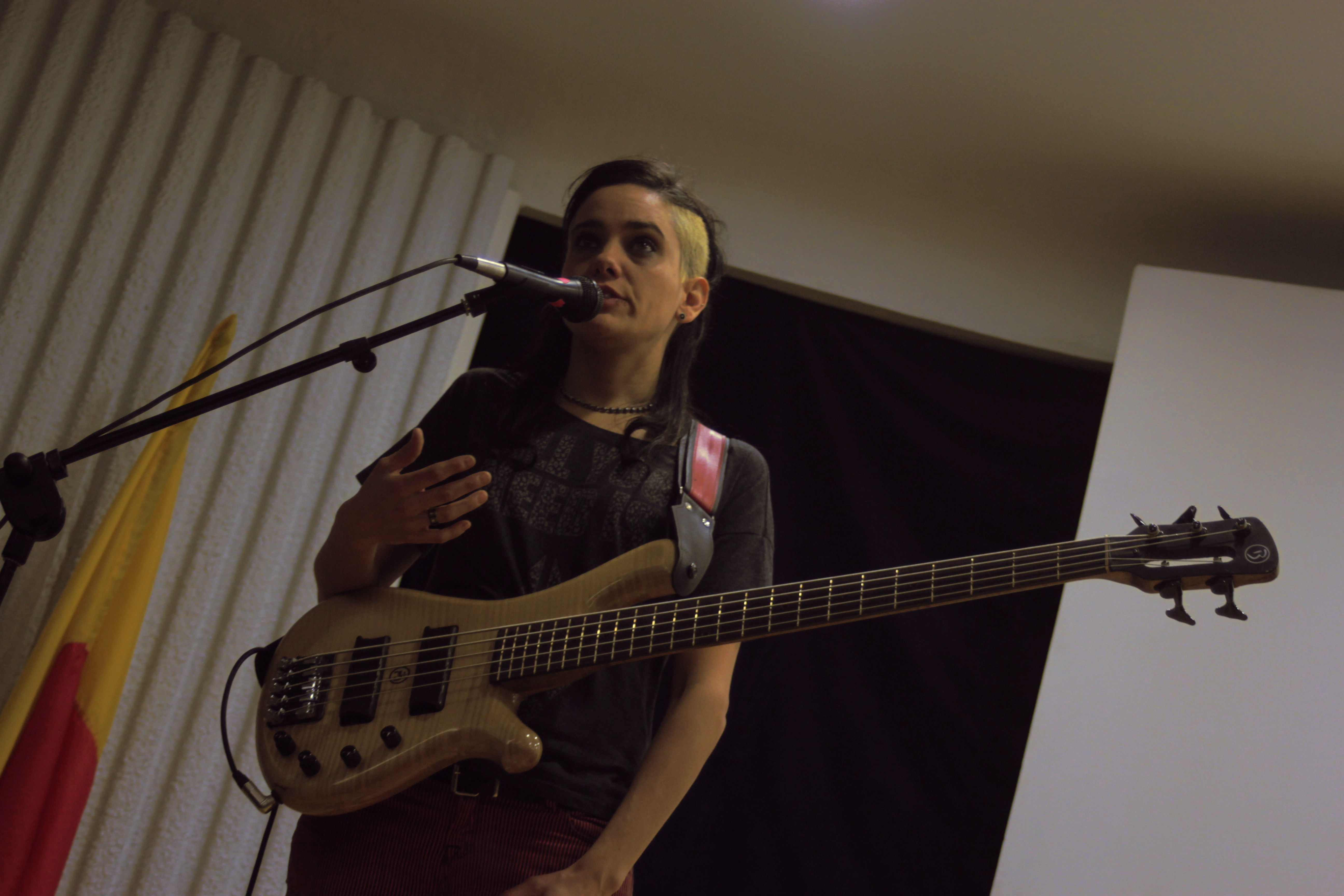
Brenda Martin Bajo, guitarra y Voz
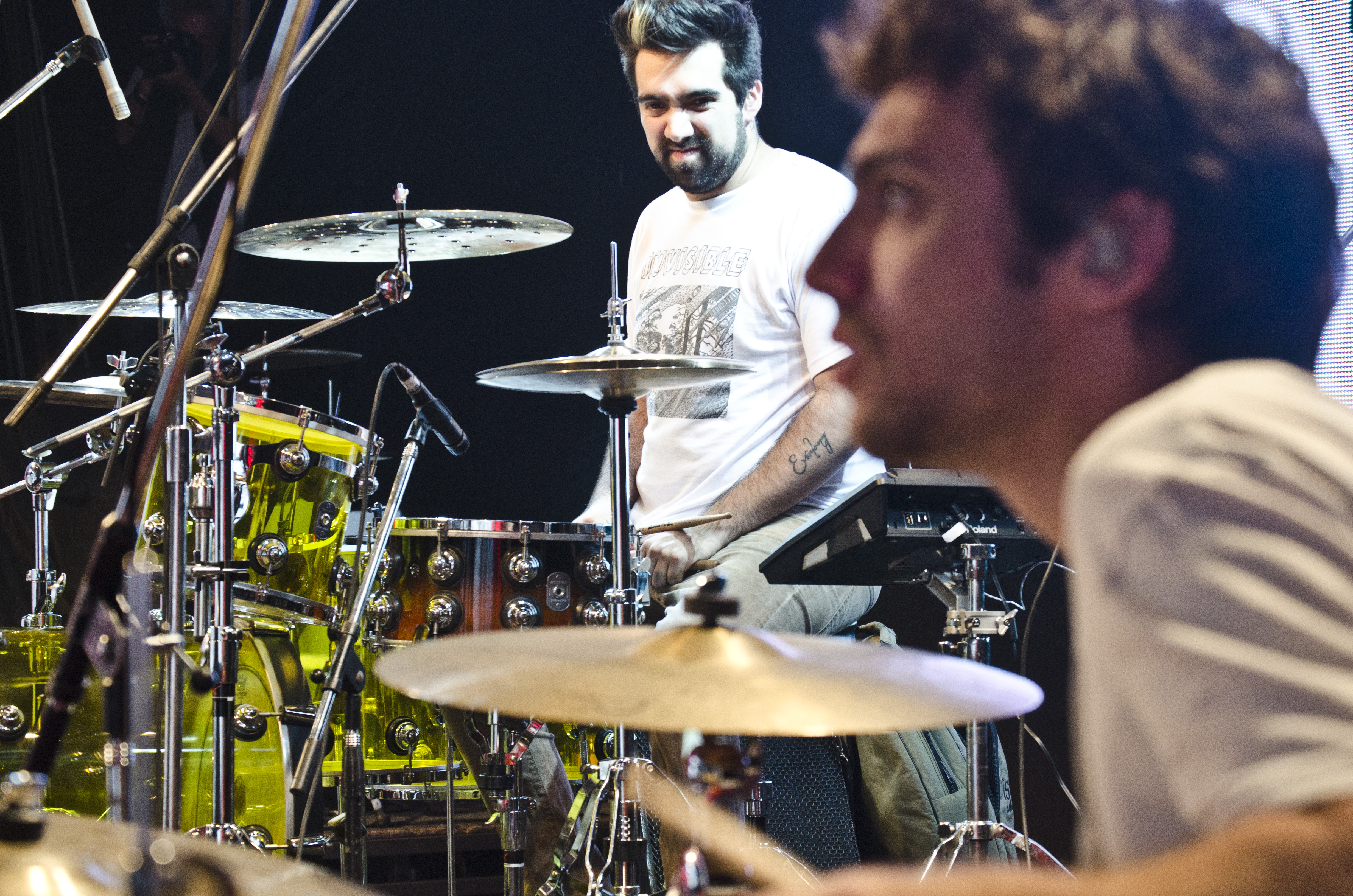
Gabriel Pedernera Batería, guitarra y coros

## Discografía
Discografía
- EP (2008)
- La carne (2008)
- Es (2010)
- Blanco (2012)
- Huellas digitales (2014)
- Barro y fauna (2016)
- Seremos primavera (2019)
- Seremos primavera en vivo (2021)
- Dopelganga (2022)
- A tres días de la Tierra (2025)

Simples y sencillos promocionales
- El balcón (2014)
- Mi apuesta (2014)
- Nada salvaje (2015)
- Armas gemelas (2016)
- Creo (2019)
- Día mil (2021)
- Afuera (2022)
- Corazón delator (2022)
- Sola en los bares (2022)
- Lío (2024)
- No Pasarán (2025)
- Volarte (2025)

## Giras
| #  | Título de la gira               | Álbum promocionado       | Años de duración      |
| -- | ------------------------------- | ------------------------ | --------------------- |
| 1. | "La Carne Tour"                 | La carne                 | 28/07/2008-21/07/2010 |
| 2. | "Es Tour"                       | Es                       | 16/09/2010-19/10/2012 |
| 3. | "Tour Blanco+Huellas digitales" | Blanco/Huellas digitales | 03/11/2012-13/11/2016 |
| 4. | "Barro y Fauna Tour"            | Barro y fauna            | 17/03/2017-25/10/2019 |
| 5. | "Tour Seremos Primavera"        | Seremos Primavera        | 26/02/2021-09/05/2022 |
| 6. | "Gira 15 Años"                  | N/A                      | 02/12/2022-24/08/2023 |
| 7. | "Gira Mundial 2023"             | N/A                      | 02/09/2023-           |

## Videografía
- Marca tus marcas (2008) en YouTube.
- Para nadie (2008) en YouTube.
- La carne (2010) en YouTube.
- Magoo (2012) en YouTube.
- Fuera o más allá (2012) en YouTube.
- Antes que vuelva a caer (2014) en YouTube.
- Nada salvaje (2015) en YouTube.
- Armas gemelas (2017) en YouTube.
- Confudiste (en vivo) (2018) Video en YouTube.
- Amor Ausente con Abel Pintos (en vivo) (2018) Video en YouTube.
- Haku Malvin: El Visitante (en vivo) (2018) Video en YouTube.
- Japón (en vivo) (2018) Video en YouTube.
- Creo (2019) Video en YouTube.
- Seis (2019) Video en YouTube.
- Caparazón (2020) Video en YouTube.
- Día mil (2021) Video en YouTube.

## Premios y nominaciones

### Premios Carlos Gardel[4]
| Año  | Categoría                           | Trabajo                                      | Resultado | Ref.   |
| ---- | ----------------------------------- | -------------------------------------------- | --------- | ------ |
| 2011 | Mejor álbum nuevo artista de rock   | Es                                           | Nominado  | [ 25 ] |
| 2013 | Mejor álbum grupo de rock           | Blanco                                       | Nominado  |        |
| 2015 | Mejor álbum grupo de rock           | Huellas digitales                            | Nominado  | [ 26 ] |
| 2015 | Mejor DVD                           | Huellas digitales                            | Nominado  | [ 26 ] |
| 2016 | Mejor videoclip                     | «Nada salvaje»                               | Ganador   | [ 27 ] |
| 2017 | Mejor producción del año            | Barro y fauna                                | Ganador   | [ 28 ] |
| 2017 | Mejor álbum grupo de rock           | Barro y fauna                                | Ganador   | [ 28 ] |
| 2017 | Canción del año                     | «Armas gemelas»                              | Nominado  | [ 28 ] |
| 2019 | Grabación del año                   | «Amor ausente (En vivo)» (con Abel Pintos)   | Nominado  | [ 29 ] |
| 2019 | Mejor canción de dueto/colaboración | «Amor ausente (En vivo)» (con Abel Pintos)   | Ganador   | [ 29 ] |
| 2019 | Mejor videoclip corto               | «Amor ausente (En vivo)» (con Abel Pintos)   | Nominado  | [ 29 ] |
| 2020 | Grabación del año                   | Seremos primavera                            | Nominado  | [ 30 ] |
| 2020 | Álbum del año                       | Seremos primavera                            | Nominado  | [ 30 ] |
| 2020 | Mejor álbum grupo de rock           | Seremos primavera                            | Ganador   | [ 30 ] |
| 2023 | Mejor álbum grupo de rock           | Dopelganga                                   | Ganador   | [ 31 ] |
| 2023 | Mejor álbum en vivo                 | Seremos primavera en vivo en la ballena azul | Nominado  | [ 31 ] |
| 2023 | Mejor videoclip largo               | Seremos primavera en vivo en la ballena azul | Ganador   | [ 31 ] |

### Grammy Latino
| Año  | Categoría                 | Trabajo nominado  | Resultado | Ref    |
| ---- | ------------------------- | ----------------- | --------- | ------ |
| 2013 | Mejor álbum de Rock       | Blanco            | Nominado  | [ 32 ] |
| 2016 | Mejor canción de Rock     | "Nada salvaje"    | Nominado  | [ 33 ] |
| 2017 | Mejor canción de Rock     | "Armas gemelas"   | Nominado  | [ 34 ] |
| 2017 | Mejor álbum de Rock       | Barro y fauna     | Nominado  | [ 34 ] |
| 2020 | Mejor álbum de Rock       | Seremos Primavera | Nominado  | [ 35 ] |
| 2020 | Mejor canción de Rock     | "Creo"            | Nominado  | [ 35 ] |
| 2020 | Mejor canción alternativa | "Caparazón"       | Nominado  | [ 35 ] |

### Premio Konex
| Año  | Galardón          | Disciplina       | Resultado | Ref    |
| ---- | ----------------- | ---------------- | --------- | ------ |
| 2025 | Diploma al Mérito | Conjunto de Rock | Ganador   | [ 36 ] |